# Antonio Brivio
Antonio »Tonino« Brivio, italijanski dirkač in tekmovalec v bobu, * 27. december 1905, Biella, Italija, † 30. januar 1995, Italija.
Antonio Brivio se je rodil 27. decembra 1905 v italijanskem mestu Biella. Z dirkanjem se je začel ukvarjati leta 1927, na dirkah najvišjega ranga pa je začel dirkati v sezoni 1933, ko je tudi dosegel svojo prvo pomembnejšo zmago na dirki Targa Florio. V sezoni 1935 je ob ponovnem zmagoslavju na dirki Targa Florio, zmagal še na dirki Coppa della Sila. V sezoni 1936 je nastopil na dveh prvenstvenih dirkah ter dosegel peto mesto na dirki za Veliko nagrado Monaka in tretje mesto na dirki za Veliko nagrado Nemčije, kar mu je prineslo sedmo mesto v prvenstvu. V sezoni 1937 je dosegel svojo zadnjo zmago na dirki Turin Circuit. Po drugi svetovni vojni je bil kot predsednik Italijanskega športnega avtokluba zaslužen za obuditev dirkanja v Italiji, po nekaterih virih pa naj bi kot član FIE prvi predlagal ustanovitev Svetovnega prvenstva Formule 1. Umrl je leta 1995 v starosti devetdesetih let. 